# Ferdowsi (quartier de Téhéran)
Ferdowsi est un quartier du centre-ville de Téhéran en Iran. Le quartier compte une station de métro et une grande place.